# Valeria Caballero
Valeria Caballero Aguilar (Querétaro; 1986) es una artista visual, curadora de arte y fotógrafa mexicana. Desde 2010 forma parte del Museo de Mujeres Artistas Mexicanas. A partir de 2012 es integrante de la red Arttextum, tejido de agentes culturales inspirados en Latinoamérica.

## Trayectoria
Estudió la licenciatura en Artes Plásticas y Visuales en la Escuela Nacional de Pintura, Escultura y Grabado “La Esmeralda” del Instituto Nacional de Bellas Artes con especialización en fotografía y medios gráficos. De 2013 a 2019 formó parte del equipo del fotógrafo Eniac Martínez. De 2015 a 2018 fue Curadora de la Residencia Cultural de Casa Vecina. Destacando el programa Cuidados domésticos. Durante el año 2020  participó en el foro «¿Qué aprendimos del virus? Estrategias de supervivencia cultural. Activismo digital» de la Cátedra Inés Amor en Gestión Cultural de la UNAM, así como la curaduría de la exposición Naturae, naturaleza y paisaje mexicano en el marco del proyecto Encuentros fortuitos, del programa Contigo, banco de producciones. Destaca su proyecto fotográfico Cuando te fuiste.
Su trabajo ha sido publicado en Pandemic objects: Photograph fotografías publicadas en el blog del Victoria & Albert museum. Destaca en 2018 como cofundadora de Aguazal producciones, junto a Aisa Serrano y Helena Braunštajn y cocreadora del programa cultural Zonaz de Obra para la Fundación del Centro Histórico de la Ciudad de México. En 2020 fue integrante de la Cátedra Inés Amor en Gestión Cultural de la UNAM.

## Proyectos
- Exposición Interno del artista Tony Guerrero y el cineasta Santiago Maza.
- Órbitas campechanas, charlas sobre el tiempo libre con los vecinos del barrio de la Carolina en colaboración con Proyecto Siqueiros, La Tallera-Sala de Arte Público Siqueiros.
- Talleres Memorias compartidas, Colectivo Chachachá en la Universidad de Vida de la alcaldía Miguel Hidalgo, Ciudad de México.
- A ciegas, caminero sonoro en el marco del Foro Mutante-Festival NRMAL.
- Conversatorio Terapueta cultural + Taller Palabras curativas, desarrollo de estrategias para la intervención terapéutica psicosocial del artista visual Diego Álvarez.

## Distinciones
Obtuvo mención honorífica por Producción del espacio público y comunitario en el contexto de las afectaciones críticas. En el concurso Miradas artísticas sobre la pandemia del Programa Universitario de Estudios sobre Democracia, Justicia y sociedad, UNAM. En 2018 es acreedora del Programa al estímulo a la creación y desarrollo artístico (PECDA) de la Secretaría de Cultura de Ciudad de México.
Durante 2010 formó parte del Programa Jóvenes Creadores del Fondo Nacional para la Cultura y las Artes FONCA. En 2009 es parte del Programa al estímulo a la creación y desarrollo artístico del Fondo Estatal para la Cultura y las artes de Querétaro.
En 2015 obtuvo el Programa de Internacionalización de la Cultura Española (PICE).